# Antwan Tolhoek
Antwan Tolhoek (Yerseke, Reimerswaal, Zelanda, 29 d'abril de 1994) és un ciclista neerlandès que competeix professionalment des del 2015 i actualment milita a l'equip Lotto NL-Jumbo.

## Palmarès
- 2019
  - Vencedor d'una etapa a la Volta a Suïssa

### Resultats a la Volta a Espanya
- 2017. 28è de la classificació general

### Resultats al Tour de França
- 2018. 37è de la classificació general

### Resultats al Giro d'Itàlia
- 2019. 65è de la classificació general
- 2020. No surt (10a etapa)